# Iran-Tribunal
Das Iran-Tribunal ist eine soziale Bewegung zur Untersuchung von Menschenrechtsverletzungen in der Islamischen Republik Iran in den 1980er Jahren. Das Tribunal ist kein formeller internationaler Gerichtshof. Es orientiert sich am Russell-Tribunal gegen den Vietnamkrieg.

## Hintergrund
Während der sogenannten Islamischen Revolution in Iran kam es zunächst zu einem breiten Bündnis aller Gegner des Schahs von islamischen Geistlichen bis hin zur kommunistischen Tudeh-Partei. Nach der Etablierung der Islamischen Republik ging das Chomeini-Regime insbesondere von 1980 bis 1982 mit schonungsloser Härte gegen jeden vor, der in ihren Augen eine Gefahr für diese darstellte. Es kam zu Massenverhaftungen und -hinrichtungen. Allein 1982 wurden zwischen 5.000 und 10.000 Menschen hingerichtet. In den Gefängnissen befanden sich bis zu 40.000 politische Gefangene. In den Gefängnissen kam es zu physischer und psychischer Folter. 1988 erließ Chomeini eine geheime Fatwa, in deren Folge mehrere Tausende iranische Bürger ohne Urteil hingerichtet wurden. Es gab (Stand 2018) keine offiziellen Untersuchungen zu den Verbrechen.

## Vorbereitung
Das Tribunal wurde 2007 von Angehörigen von Opfern, ehemaligen politischen Gefangenen und Menschenrechtsaktivisten mit der Unterstützung von Juristen gegründet. Während das Russell-Tribunal von prominenten Schriftstellern, Philosophen und politischen Aktivisten initiiert wurde, sieht sich das Iran-Tribunal als den ersten vom Volk getragenen Gerichtshof zur Untersuchung staatlich angeordneter Gewalttaten. Vom 18.–22. Juni 2012 nahm eine vom Tribunal eingerichtete Wahrheitskommission die Aussagen von rund 75 Zeugen auf, die meisten von ihnen ehemalige Häftlinge der 1980er Jahre.

## Tribunal
Das eigentliche Tribunal tagte vom 25.–27. Oktober 2012 im Friedenspalast in Den Haag unter dem Vorsitz des ehemaligen südafrikanischen Verfassungsrichters Johann Kriegler. Es kam zu dem Urteil, dass die Islamische Republik Iran 
- von 1980-1989 Verbrechen gegen die Menschlichkeit gegen seine Bürger unter Verletzung internationalen Rechts begangen hat
- die volle Verantwortung für die schweren Verletzungen der Menschenrechte trägt, die im Internationalen Pakt über bürgerliche und politische Rechte vereinbart wurden
- vom Völkerrecht für die systematische und umfassende Verübung von Verbrechen gegen die Menschlichkeit in Iran für verantwortlich gehalten wird.[3]

## Film
- Khomeinis geheime Fatwa – Das Iran-Tribunal. ZDF, 2014.